# Metahistoria
Metahistoria – termin używany we współczesnej historiografii, oznaczać może świadome lub nieświadome nieobiektywne podejście do tematu, powielanie mitów historycznych. Czasami terminu używa się jako równoznacznego z filozofią historii.
W ostatnim, XII tomie A Study of History – Studium historii, 1960 Arnold Toynbee stwierdził potrzebę zdefiniowania słowa „metahistoria”. Toynbee przypuszcza, że zostało stworzone jako odpowiednik „metafizyki” Arystotelesa. Przez analogię do definicji metafizyki Toynbee proponuje by za metahistorię uznać badanie obszaru poza (lub ponad) obszarem badawczym historii. Toynbee uznał, że metahistoria jest spokrewniona z metafizyką i teologią.
Hayden White w pracy z teorii i historii historiografii Metahistory 1974, zakwestionował by historycy i dziennikarze byli w stanie zaprezentować wierny obraz wydarzeń, które opisują. Piszący są produktem swoich czasów, poglądów, wyobrażeń itd, które sprawiają, że przedstawiana przez nich rzeczywistość ulega zniekształceniu. White zaproponował szereg metod, którymi można się posłużyć by określić w jaki sposób dana relacja odbiega od obiektywności i jaką ideologię reprezentuje. Obszarem badań White’a była percepcja historii i mitów historycznych w Europie XIX wieku.
Przez badania metahistoryczne na gruncie historii doktryn i myśli pedagogicznej należy rozumieć „typ badań naukowych, syntetycznych, odwołujących się do pola epistemicznego, tj. holistycznego ujęcia zobiektywizowanej twórczości określonej grupy intelektualistów badających w wyznaczonym czasie i przestrzeni (tj. w ramach wyznaczonych cezur) określone idee, stanowiska, kierunki i prądy myśli pedagogicznej oraz jej dzieje”.